# Piotr Świtalski
Piotr Antoni Świtalski (ur. 2 sierpnia 1957 w Kutnie) – polski urzędnik państwowy i dyplomata, wiceminister spraw zagranicznych (2005), stały przedstawiciel RP przy Radzie Europy w Strasburgu (2005–2010), nadzwyczajny i pełnomocny ambasador Unii Europejskiej w Armenii (2015–2019).

## Życiorys
Absolwent Wydziału Dziennikarstwa i Nauk Politycznych Uniwersytetu Warszawskiego oraz Moskiewskiego Państwowego Instytutu Stosunków Międzynarodowych (1982). W 1985 uzyskał w MGIMO stopień doktora nauk historycznych. Specjalizuje się w stosunkach międzynarodowych.
W 1986 rozpoczął pracę w Ministerstwie Spraw Zagranicznych, początkowo jako pracownik Departamentu Studiów i Programowania, a później Departamentu Instytucji Europejskich, w którym sprawował funkcję naczelnika wydziału. W latach 1990–1993 zajmował stanowisko I sekretarza, a później radcy w przedstawicielstwie Polski przy Organizacji Narodów Zjednoczonych i Organizacji Bezpieczeństwa i Współpracy w Europie w Wiedniu. Następnie przez trzy lata był zatrudniony w Sekretariacie OBWE na stanowisku dyrektora departamentu; później pracował w MSZ w Departamencie Systemu Narodów Zjednoczonych, Departamencie Polityki Bezpieczeństwa (p.o. wicedyrektora) oraz Departamencie Polityki Bezpieczeństwa Europejskiego (p.o. wicedyrektora). W latach 1999–2002 pracował w Ambasadzie RP w Nairobi, gdzie sprawował urząd radcy, zastępcy stałego przedstawiciela RP przy UNEP i UN-Habitat. Od października 2002 do stycznia 2005 pełnił obowiązki dyrektora Departamentu Strategii i Planowania Polityki Zagranicznej w MSZ.
Od 10 stycznia 2005 do 30 września 2005 pełnił funkcję podsekretarza stanu w MSZ w rządzie Marka Belki. 20 września 2005 został mianowany stałym przedstawicielem RP przy Radzie Europy w Strasburgu, obejmując stanowisko 1 października 2005. Został odwołany 31 sierpnia 2010. Następnie został dyrektorem ds. planowania politycznego w Sekretariacie Rady Europy w Strasburgu, funkcję tę pełnił do 31 grudnia 2014. W 2015 krótko był dyrektorem Departamentu Azji i Pacyfiku w MSZ. Od 1 września 2015 do 31 sierpnia 2019 sprawował funkcję szefa delegacji Unii Europejskiej w Armenii w randze i z tytułem ambasadora nadzwyczajnego i pełnomocnego. Od września 2019 do sierpnia 2022 pracował w Departamencie Wschodnim oraz w Biurze Archiwum i Zarządzania Informacją MSZ, po czym przeszedł na emeryturę. Następnie powrócił do pracy w MSZ i w styczniu 2025 objął kierownictwo Ambasady RP w Nowym Delhi jako chargé d’affaires.
Żonaty, ojciec dwójki dzieci. Zna biegle angielski i rosyjski oraz podstawy francuskiego i niemieckiego.

## Wybrane publikacje
- OBWE w systemie bezpieczeństwa europejskiego: szanse i ograniczenia, Instytut Spraw Publicznych, Warszawa, 1997, ISBN 978-83-9062-398-6.
- Niecierpliwość świata. Uwagi o polityce międzynarodowej czasu globalizacji, Wyd. Naukowe Scholar, Warszawa, 2008, ISBN 978-83-7383-336-4.
- Droga do Pangei: polityka międzynarodowa czasu „globalizacyjnej konwergencji”, Wyd. Adam Marszałek, Toruń, 2011, ISBN 978-83-7780-056-0.
- Emocje, interesy, wartości. Przemiany paradygmatów polityki międzynarodowej, Wyd. Adam Marszałek, Toruń, 2013, ISBN 978-83-7780-732-3.
- Europe and the Spectre of Post-Growth Society, Council of Europe, Strasburg, 2014, ISBN 978-92-871-7834-3.
- Klepsydra i tron. Czynnik czasu w polityce międzynarodowej, Wyd. Naukowe Scholar, Warszawa, 2020, ISBN 978-83-66470-35-4.
- The Armenian Revolution: An Unfinished Cable, Polski Instytut Spraw Międzynarodowych, Warszawa, 2020, ISBN 978-83-66091-58-0.